# 鈴木芙蓉

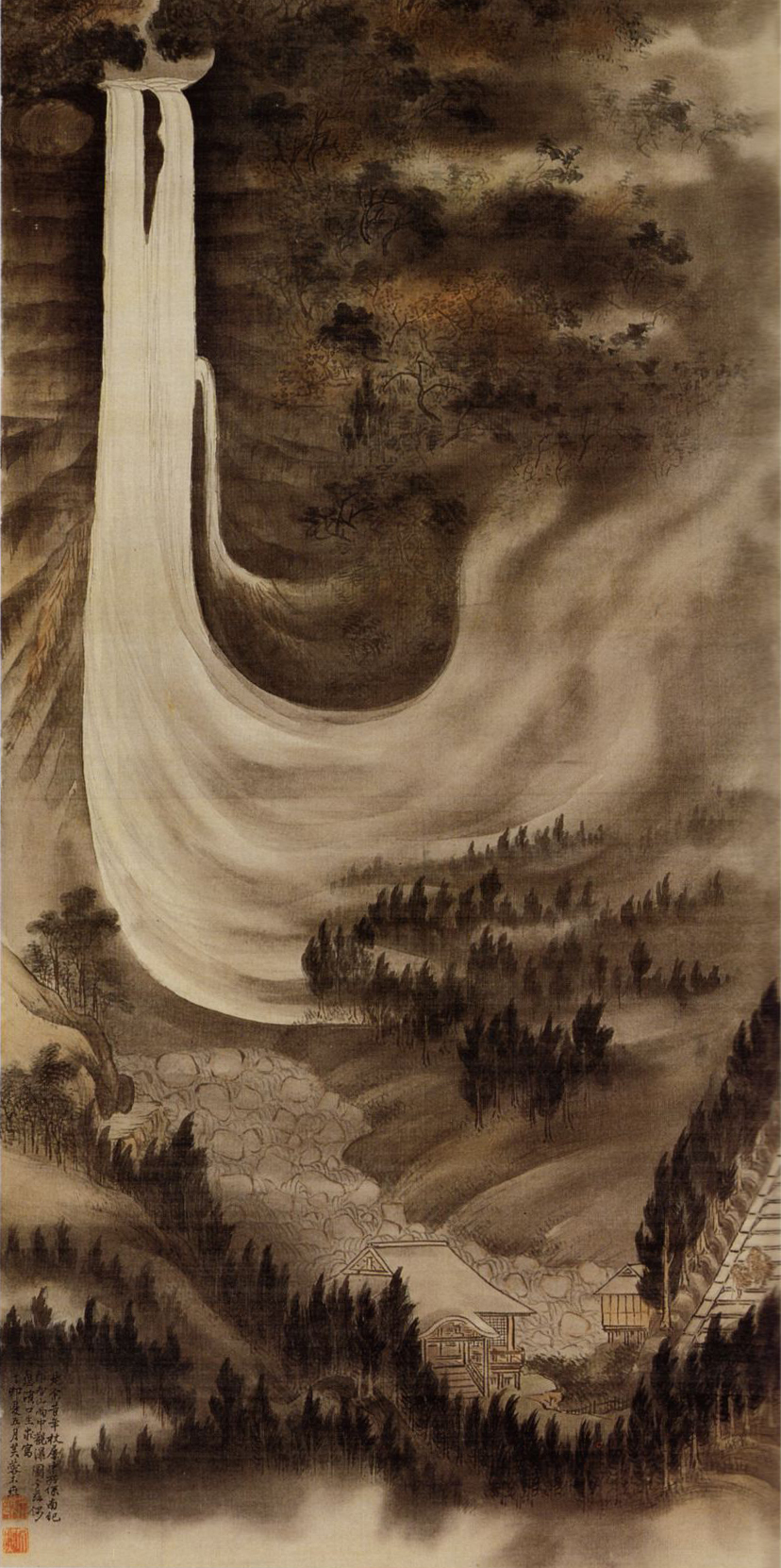
「那智大瀑雨景図」 絹本墨画淡彩 個人蔵 1807年（文化4年）5月。芙蓉の親戚である浜口氏の依頼に答えて、旧作を再び描いたもの。静嘉堂本、飯田本と同構図。

鈴木 芙蓉（すずき ふよう、宝暦2年（1752年） - 文化13年5月27日（1816年6月22日））は、江戸時代中期後期の日本の文人画家。江戸南画様式の確立に影響を与えた。
名は雍、字は文煕、通称は新兵衛。号は芙蓉、老蓮。古文献などでは、高芙蓉と区別するため木芙蓉と記述される場合がある。また、酔興に乗じて描いたため、酔芙蓉とも呼ばれた。阿波徳島藩主蜂須賀家に絵師としてつかえた

## 生涯
信濃国伊那郡北方村（長野県飯田市伊賀良北方）に木下甚内の次男として生まれる。同郷の画家の佐竹蓬平とともに白隠禅師の高弟の寒山永啄の寺子屋で学ぶ。
明和年間に江戸に出て渡辺玄対の養父である渡辺湊水について画を学んだ。林鳳岡の家僕となって学問に励み、儒者としての素養を身につける。その後、深川三角油掘に移り住み、柴野栗山、亀田鵬斎、太田錦城ら当代一流の儒者と交流している。 漢詩もよくし、菊池五山、大田南畝などとも関係している。また平沢旭山の『漫遊文草』に挿絵を画いているが、画家ではなく儒者と見られることを好んだ。
寛政期より画作が盛んとなる。江戸南画の大成者谷文晁とはその師であり弟子ともされるが、むしろ相互に影響しあった関係と推察される。渡辺玄対や北山寒厳とも同様な関係であろう。芙蓉の作品は儒者的気質を反映して漢文化が主題となっており当時の文人からの評価は高かった。
寛政5年（1793年）、浪速に木村蒹葭堂を訪ねてその足で熊野に分け入り那智瀑布を写生。後に代表作となる「那智大瀑雨景図」を製作する。
寛政8年（1796年）に画才を認められ、徳島藩蜂須賀家の御用絵師となる。儒者として召し抱えられたかった芙蓉は、絵師としての登用を残念がったという。同年国元に在藩を命じられ、「鳴門十二勝真景図巻」などを画く。 阿波踊りを描いた最古の絵「阿波盆踊図」（個人蔵、那波網川賛、徳島市指定文化財）もこのころの作品である。画室を「中禅窟」とした。
実子の鈴木小蓮が25歳で夭折。鈴木鳴門を養子とした。門弟に大岡雲峰がいる。
文化13年（1816年）死去、享年65。法名、老蓮院文煕日雍居士。墓所は江戸浅草大仙寺(現存せず)と、故郷飯田の木下家墓地。木下家墓地には、息子小蓮の墓もある。
鈴木鳴霽（めいさい）は孫にあたり、鳴門とともに徳島藩の御用絵師を継承した。

## 画風
北宗画や南宗画を取り入れた中国風が基本だが、南蘋派、長崎派の他に、琳派や大和絵、円山四条派も学んでいる。特に1807年（文化4年）頃には雪舟に傾倒し、室町水墨画も摂取している。こうした諸派兼学した折衷様式は、後の谷文晁にも引き継がれ江戸南画の特徴の一つとなった。画題も、中国の山水や人物、花鳥と幅ひろく、儒学を学んだため特に孔子を描くときには力が入ったようだ。四君子も描いたが、特に梅を好み、作品、記録共によく残っている。

## 代表作
| 作品名             | 技法         | 形状・員数 | 寸法（縦x横cm） | 所有者                       | 年代       | 落款・印章 | 備考                                                                                      |
| ------------------ | ------------ | ---------- | --------------- | ---------------------------- | ---------- | ---------- | ----------------------------------------------------------------------------------------- |
| 江畔避暑図         |              |            |                 | 個人                         | 1788年     |            |                                                                                           |
| 紅白梅図屏風       | 紙本銀地著色 |            |                 | 個人（飯田市美術博物館寄託） | 1790年春   |            |                                                                                           |
| 冬夏花鳥           |              |            |                 | 長野県立美術館               | 1790年夏   |            |                                                                                           |
| 東方朔図           |              |            |                 | 飯田市立伊賀良小学校         | 1790年     |            |                                                                                           |
| 那智瀑泉真景図     | 絹本著色     | 1幅        |                 | 飯田市美術博物館             | 1793年10月 |            |                                                                                           |
| 鳴門十二勝真景図巻 | 絹本著色     |            |                 | 徳島市立徳島城博物館         | 1796年     |            |                                                                                           |
| 那智大瀑雨景図     | 絹本墨画淡彩 | 1幅        |                 | 静嘉堂文庫美術館             | 1798年     |            |                                                                                           |
| 芭蕉涅槃図         |              |            |                 | 早稲田大学會津八一記念博物館 | 1810年頃   |            | 大田南畝賛「椎樹芭蕉木笠 琵琶湖水跋提河 一自正風開活眼 俳諧不復擬連歌 庚午仲冬 蜀山人題」 |
| 墨梅図             | 絹本墨画     |            |                 | 飯田市美術博物館             | 1816年     |            |                                                                                           |

## 刊行物

### 画本
- 『費氏山水画式』 天明7年（1787年）
- 『唐詩選画本』 寛政2年（1790年）
- 『熊野遊記名勝図画』 寛政13年（1801年）
- 『唐土名山図会』 寛政13年（1801年）
- 『画図酔芙蓉』 文化6年（1809年）

### 挿絵
- 平沢旭山『漫遊文草』天明7年（1787年）

## 関連文献
- 青柳文蔵『続諸家人物誌』
- 雲室上人『雲室随筆』
- 朝岡興禎『古画備考』
- 安西雲煙『近世名家書画談』
- 黒川修一「江戸で活躍、文雅の画人芙蓉」『佐竹蓬平と鈴木芙蓉』信濃毎日新聞社、1990年。